# A5-ös autópálya (Románia)
Az A5-ös autópálya Romániában egy indikatívan fenntartott szám, várhatóan a Bukarest–Gyurgyevó-autópálya (románul: Autostrada București–Giurgiu) számára. Ez egy tervezett romániai autópálya Munténia történelmi tartományban, a IX. páneurópai folyosón.